# Даґні Карлссон
Даґні Вальборг Карлссон (née Ерікссон, (8 травня 1912 , Kristianstads parishd  — 24 березня 2022 , Råsundad, лен Стокгольм ) — шведська блогерка та інфлуенсерка.

## Біографія

### Життєпис та ведення блогів
Карлссон, яка в своєму блозі назвала себе "Боян" (зменшувальне від Valborg), почала працювати швачкою на фабриці ще в молодому віці. Пізніше вона навчатиметься в текстильному інституті в Норрчепінгу. Карлссон стала керівником корсетної фабрики в Сундбюберзі, а останні п'ятнадцять років своєї кар'єри працювала в Шведському агентстві соціального страхування .
У 99-річному віці вона відвідувала курси з комп'ютерної техніки, а у 100-річному віці стала відомою в ЗМІ своїм віком і своїм блогом. Вона пояснювала своє довге життя хорошими генами і вродженою цікавістю.

### Виступи на телебаченні та в кіно, радіопрезентації
Карлссон брала участь у кількох телевізійних шоу, таких як Nyhetsmorgon на TV4, SVT Fråga doktorn, Gomorron Sverige та документальний серіал SVT Det är inte så dumt att bli gammal . Вона також була гостем ток-шоу Nordic Skavlan 4 березня 2016 року, а також ігрового шоу Bingolotto на TV4.
У 2013 році, у 101-річному віці, Карлссон зіграла невелику роль у фільмі "Столітній старий, який виліз з вікна та зник", у якому вона зіграла літню жінку, яка переїхала в покинуту кімнату 100-річного головного героя в будинку престарілих. У 2016 році Карлссон опублікувала книгу Livet enligt Dagny: I huvudet på en 104-åring (Життя за Даґні: Усередині голови 104-річної) книга про її життя. У червні 2017 року Даґні Карлссон представила епізод Sommar i P1 на Шведському радіо . У грудні того ж року вона представила епізод радіошоу Vinter i P1 на Sveriges Radio.
Карлссон також з'явилася у двох документальних фільмах SVT про її життя: у 2015 році Даґні — Livet börjar vid 100 (Dagny — Life starts at 100) та у 2019 році Dagny — om jag sätter mig ner nu dör jag (Dagny — If I Sit Вниз зараз я помру).

## Особисте життя
Карлссон була одружена з Рагнаром Норлінгом (1909—1958) у 1942—1951 рр. Вона вийшла заміж за Гаррі Карлссона (1913—2004) у 1951 році та прожила з ним до його смерті від раку в 2004 році .
Вона підтримувала рух « Я теж» .

## Смерть
Даґні Карлссон померла 24 березня 2022 року на 110-році життя На момент смерті вона була однією з найстаріших людей у Швеції.